# گوه (هندسه)
| گوه            | گوه               |
| -------------- | ----------------- |
| Square Pyramid |                   |
| سطوح           | ۲ مثلث ۳ چهارضلعی |
| لبه            | ۹                 |
| راس            | ۶                 |

در هندسه فضایی گُوِه یک چند وجهی است که با دو مثلث و سه ذوزنقه ساخته می‌شود. گوه ۵ وجه، ۹ لبه و ۶ راس دارد.

## حجم
برای محاسبه حجم گوه از فرمول زیر استفاده می‌شود:
{\displaystyle V=bh\left({\frac {a}{3}}+{\frac {c}{6}}\right)}